# Waterloo (Iowa)
Waterloo település az Amerikai Egyesült Államok Iowa államában, Black Hawk megyében, melynek megyeszékhelye is. Lakosainak száma 67 314 fő (2020. április 1.).

## Népesség
A település népességének változása:

| 2010 | 68 406 |
| 2020 | 67 314 |